# Gouy-sous-Bellonne
Gouy-sous-Bellonne is een gemeente in het Franse departement Pas-de-Calais (regio Hauts-de-France). De plaats maakt deel uit van het arrondissement Arras. Gouy-sous-Bellonne telde op 1 januari 2022 1.394 inwoners.

## Geografie
De oppervlakte van Gouy-sous-Bellonne bedroeg op 1 januari 2022 5,47 vierkante kilometer; de bevolkingsdichtheid was toen 254,8 inwoners per km².

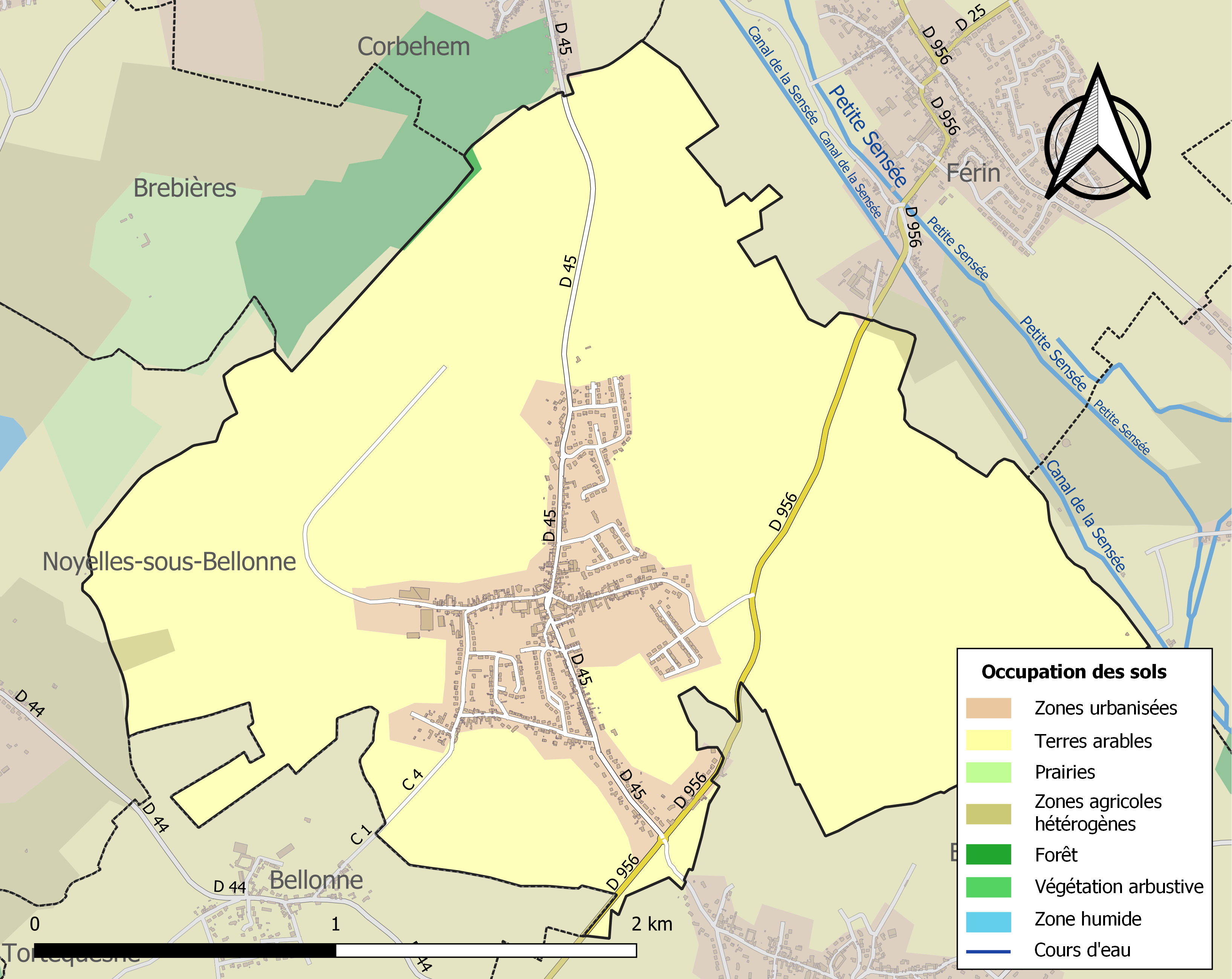
Kaart van de gemeente met belangrijkste infrastructuur, bodemgebruik en omliggende gemeenten

## Demografie
Onderstaande figuur toont het verloop van het inwonertal (bron: INSEE-tellingen).